# 本·阿莫斯
本杰明·保罗·阿莫斯（英語：Benjamin Paul Amos，1990年4月10日—），是英格兰足球運動員，司職守门员，現效力於英乙球會韦尔港。

## 生平
2008年9月23日，他在联赛杯对阵米德尔斯堡的比赛中第一次代表曼联出场正式比赛。2009年10月29日被外借到由达伦·弗格森帶領的彼德堡1個月，於10月31日主場1-2負於班士利取得唯一上陣機會。2010年3月阿莫斯被外借到挪威球會莫迪直到6月底。
隨著賓·科士打離隊轉投伯明翰城後，2010/11年球季阿莫斯獲領隊費格遜提升為一隊三號門將。2010年10月26日在聯賽盃第四圈主場對狼隊阿莫斯獲派把守獨木關，結果3-2險勝晉級八強。2010年12月7日歐聯分組賽最後一場主場對，阿莫斯獲派正選上陣，不幸於32分鐘被柏保路·靴南迪斯射破大門，是曼聯在分組賽第一個失球，未能創造分組賽不失球的歷史，最終雙方1-1言和攜手出線。
在曼聯簽入丹麥門將後，阿莫斯於2011年1月7日獲准外借到英甲球會奧咸直到球季結束，1月11日首次披甲主場對，被對手轟入6球。3月15日曼聯提前召回阿莫斯，期間上陣16場。
2012年5月30日，曼聯與阿莫斯簽署一份三年新合約。
2012年7月31日，英冠球會赫爾城向曼聯借入阿莫斯，借用一個球季。
2013年1月3日，曼聯從赫爾城召回由2012年11月17日起從未上陣的阿莫斯。
2013年11月15日，英甲球會卡素爾從曼聯借入阿莫斯，借用至12月14日。
2015年6月10日，阿莫斯不獲曼聯續約，會以自由身離開。

### 保頓
2015年7月1日，阿莫斯以自由身加盟保頓，簽約四年，取代以自由身加盟利物浦的博格丹。

## 外部連結
- 足球数据库：本·阿莫斯的球员统计数据
- Profile （页面存档备份，存于） at ManUtd.com
- Profile （页面存档备份，存于） at StretfordEnd.co.uk
- Profile （页面存档备份，存于） at redStat